# Хайронак
Хайрона́к (тадж. Ҳайронак) — село в районах республиканского подчинения Республики Таджикистан. 
Входит в состав джамоата (сельской общины) Киблаи района Рудаки.
Находится на холмистой местности недалеко от столицы Таджикистана (г. Душанбе), на расстоянии 43 км от райцентра (пгт. Сомониён) и 8 км от центра джамоата (село Киблаи).
Население — 158 чел. (2017).